# Stiepan Sieryszew
Stiepan Sieryszew (ros. Степа́н Миха́йлович Се́рышев; ur. 1889, zm. 29 lutego 1928 w Moskwie) – radziecki wojskowy.

## Życiorys
W latach 1914–1917 służył w rosyjskiej armii. W 1917 wstąpił do SDPRR(b), w październiku 1917 został dowódcą oddziału Czerwonej Gwardii przy Centralnym Komitecie Wykonawczym (CIK) Rad Syberii. Brał udział w wojnie domowej, był członkiem sztabu Frontu Nadbajkalskiego i Frontu Daurskiego, 1918 po zajęciu Syberii przez białych podjął działalność podziemną. W 1918 został aresztowany przez białych, w lutym 1920 uwolniony po ponownym zdobyciu Syberii przez czerwonych, potem został członkiem Amurskiego Komitetu Rewolucyjnego, a od 18 kwietnia do 24 listopada 1920 dowodził Frontem Amurskim. Od 24 listopada 1920 do 6 marca 1921 i ponownie od 30 czerwca do 10 lipca 1921 dowodził 2 Armią Amurską Republiki Dalekowschodniej, a od 18 grudnia 1921 do 11 marca 1922 Frontem Wschodnim Republiki Dalekowschodniej. Jednocześnie był członkiem Rady Wojskowo-Rewolucyjnej Armii Ludowo-Rewolucyjnej Republiki Dalekiego Wschodu.
W latach 1922–1924 dowodził 48 Dywizją Strzelców, od 1924 do marca 1926 był pomocnikiem dowódcy korpusu, od marca 1926 do października 1927 attaché wojskowym przy Ambasadzie ZSRR w Japonii, a od października 1927 do końca życia szefem Centralnego Domu Armii Czerwonej. W 1925 został odznaczony Orderem Czerwonego Sztandaru.
Pochowany na Cmentarzu Nowodziewiczym.